# Beryl (singolo)
Beryl è un brano musicale di Mark Knopfler, pubblicato come singolo nel 2015.
La canzone è dedicata alla scrittrice britannica Beryl Bainbridge, nota in particolar modo per i suoi romanzi psicologici. Bainbridge fu candidata per cinque volte al premio letterario Booker Prize senza mai vincerlo; nel 2011, un anno dopo la sua morte, le fu attribuito un riconoscimento speciale.
Il pezzo richiama l'approccio stilistico dei primi album dei Dire Straits. A questo riguardo il musicista ha commentato: «Essendo un brano che si riferisce a un periodo passato, ho voluto anche scegliere sonorità del passato, come fosse una canzone dei Dire Straits».